# Walter Moyano
Walter Moyano (26 de diciembre de 1933, San Ramón, Canelones) es un ciclista uruguayo. Apodado "El Rey", durante toda su carrera defendió al Club Ciclista Punta del Este, logrando cinco victorias en la Vuelta Ciclista del Uruguay, 
En 1957, Moyano vivió el momento de esplendor al triunfar en las Mil Millas Orientales y en la Vuelta Ciclista del Uruguay.
En 1958 estuvo ausente, en Italia, obtuvo victorias resonantes, como asimismo, en la Vuelta de México, los Juegos Panamericanos, Campeonatos Americanos y Rioplatenses.
Regresó a la Vuelta del Uruguay en 1959, finalizando en la quinta posición detrás de Héctor Placeres (ganador), Francisco Pérez, Luis Pedro Serra y René Deceja.
El impasse de dos años culminó con el sensacional triunfo de 1960. 
Moyano reguló el esfuerzo y en la séptima jornada se apoderó del liderazgo. De allí en más impuso su estrategia de ciclista inteligente, moderador de las acciones de los rivales y controlador de los ritmos de marcha. Terminó en Montevideo con ventaja en la general de 51 segundos sobre Héctor Placeres de la Federación de San José.
La 20.ª edición de la Vuelta Ciclista del Uruguay (1963) remarcó la categoría de un rutero de grandes condiciones y del equipo que siempre le respaldó. Moyano y el Punta del Este fueron vencedores categóricos de la competencia realizada ese año. Fueron 9 etapas y 1.555 kilómetros: se partió el 6 finalizando el 14 de abril.
La 21.º realización de la Vuelta Ciclista del Uruguay sirvió para jalonar el primer récord de Moyano, quien en 1964 la ganó por cuarta vez, El “Rey” volvió a ubicarse en su trono de gloria, alcanzando con ello un récord que el mismo se encargaría después de mejorar.
En 1969, Walter Moyano cerraría una hazaña inolvidable en el ciclismo uruguayo. Ganó por quinta vez la Vuelta Ciclista nacional. 
El récord logrado por Moyano de ganar cinco Vueltas Ciclistas del Uruguay parecía casi imbatible, la aparición de ese fenómeno que fue Federico Moreira empardó sus 5 conquistas en el año 1997 y logró en el año 1999 casi al final de su carrera la sexta vuelta.
La pista de ciclismo de la ciudad de Maldonado lleva su nombre desde 2023.

## Palmarés
- 1955
  -  2.º Juegos Panamericanos, ruta por equipos 175 km. México (MEX)

- 1956
  - 2.º en Clasificación General Final Vuelta Ciclista del Uruguay (URU)

- 1957
  - 1.º en Clasificación General Final Vuelta Ciclista del Uruguay (URU)

- 1959
  -  3.º Juegos Panamericanos, ruta por equipos 189 km. Chicago (USA)

- 1960
  - 1.º en Clasificación General Final Vuelta Ciclista del Uruguay (URU)

- 1961
  - 2.º en Clasificación General Final de la Vuelta a México (MEX)

- 1962
  - 3.º en Clasificación General Final Vuelta Ciclista del Uruguay (URU)

- 1963
  - 1.º en Clasificación General Final Vuelta Ciclista del Uruguay (URU)

- 1964
  - 1.º en Clasificación General Final Vuelta Ciclista del Uruguay (URU)

- 1965
  - 2.º en Clasificación General Final Vuelta Ciclista del Uruguay (URU)

- 1966
  - 2.º en Clasificación General Final Vuelta Ciclista del Uruguay (URU)

- 1968
  - 2.º en Clasificación General Final Vuelta Ciclista del Uruguay (URU)

- 1969
  - 1.º en Clasificación General Final Vuelta Ciclista del Uruguay (URU)